# Balsamia (grzyby)
Balsamia Vittad. (balsamka) – rodzaj grzybów z typu workowców (Ascomucota). Grzyby podziemne.

## Systematyka i nazewnictwo
Pozycja w klasyfikacji według Index Fungorum: Helvellaceae, Pezizales, Pezizomycetidae, Pezizomycetes, Pezizomycotina, Ascomycota, Fungi.
Takson utworzył w 1831 r. Carlo Vittadini. Typem nomenklatorycznym jest Balsamia vulgaris Vittad. Synonim: Pseudobalsamia E. Fisch.
Gatunki występujące w Polsce:
- Balsamia oregonensis (Gilkey) K. Hansen & X.H. Wang 2019 – tzw. barssja oregoneńska
- Balsamia platyspora Berk. 1844 – balsamka szerokozarodnikowa
- Balsamia polysperma Vittad. 1831[4]
- Balsamia vulgaris Vittad. 1831 – balsamka pospolita

Nazwy naukowe na podstawie Index Fungorum. Wykaz gatunków i nazwy polskie według M. A. Chmiel i T. Krzyszczyka.